# Поход группы пролетарских бригад в Боснийскую Краину
Похо́д гру́ппы пролета́рских брига́д в Босни́йскую Кра́ину (сербохорв. Pohod grupe proleterskih brigada u Bosansku krajinu / Поход групе пролетерских бригада у Босанску крајину) — стратегическая операция Верховного штаба Народно-освободительной партизанской и добровольческой армии Югославии (НОПиДАЮ), проводившаяся с 24 июня по 25 сентября 1942 года на территории Независимого государства Хорватия (НГХ) во время Второй мировой войны.
К лету 1942 года партизанские вооружённые силы в Восточной Боснии, Герцеговине, Санджаке и Черногории потерпели поражение и были вынуждены оставить эти земли. Чтобы выиграть время и защитить ядро армии от уничтожения, ударная группа в составе 1-й и 2-й Пролетарских, 3-й Пролетарской Санджакской и 4-й Пролетарской Черногорской бригад во главе с Верховным штабом НОПиДАЮ в ходе трёхмесячных боёв и непрекращающихся маршей преодолела расстояние около 250 км от Зеленгоры до линии Имотски — Ливно — Мрконич-Град — Яйце и вместе с краинскими и далматинскими партизанами освободила значительную территорию между Неретвой, Врбасом, Савой, Купой и Адриатическим побережьем. Это обеспечило партизанам не только сохранение основных сил, но и возможность расширения базы пополнения за счёт прилива в их ряды местного сербского населения.
Поход стал одной из самых крупных операций народно-освободительной войны. По оценке историка Клауса Шмидера, долгий марш пролетарских бригад явился для армии Тито новым началом. После прорыва группы бригад в Западную Боснию командующий итальянской 2-й армией генерал Марио Роатта с горечью назвал её «компактным обновлённым фениксом».

## Предыстория
В начале июня 1942 года основные силы партизан, действовавших в Восточной Боснии, Герцеговине и Черногории, пребывали в тяжёлом положении. Вследствие поражений в ходе масштабной антипартизанской операции итальянских, германских и хорватских войск под условным названием «Трио», партизанская группировка в составе 1-й и 2-й Пролетарских бригад под командованием Верховного штаба была вынуждена отступить в пограничный район между Черногорией и Герцеговиной. Вслед за этим итальянские войска и воинские формирования четников развернули крупное концентрическое наступление против партизанских отрядов в Черногории и Герцеговине. Действуя с разных направлений, противник теснил партизан на пространство между реками Тарой, Пивой и Сутьеской, чтобы стянуть кольцо окружения и уничтожить силы НОПиДАЮ. Партизаны стремились избегать фронтальных боёв с превосходящим противником, чтобы выиграть время для подготовки прорыва. Ведя ожесточённые и упорные бои на флангах отступления, основным частям партизан удалось пробиться на Зеленгору. К середине июня там собрались, кроме 1-й и 2-й Пролетарских бригад, сохранившиеся отряды с территории Санджака, Черногории и Герцеговины численностью около 3500 бойцов и около 600 раненых с большим количеством беженцев.
К 10 июня Верховный штаб перегруппировал свои силы и для улучшения их организации сформировал из числа вышедших на Зеленгору партизанских отрядов три пролетарские бригады: 3-ю Санджакскую, 4-ю и 5-ю Черногорские бригады и Герцеговинский партизанский отряд. В результате общее число партизан, реорганизованных в пять пролетарских бригад и один отряд, составило около 5000 человек. 19 июня было принято решение о вынужденном передвижении ВШ с ударной группой из четырёх бригад в направлении Западной Боснии.
В тот же день, 19 июня 1942 года, в Загребе был подписан меморандум между Италией и НГХ о выводе итальянских войск из 2-й и 3-й зон военной ответственности. Хотя условия договора предусматривали трёхнедельный срок для завершающей передачи контроля над 2-й зоной хорватским властям, итальянские войска выводились так быстро, что усташский режим попросту не успевал собрать достаточные силы для обеспечения безопасности в оставленных итальянцами районах. Практически это означало, что весь юг НГХ оказался незащищённым от грядущей партизанской угрозы. Вместе с тем в момент принятия решения о походе на запад партизанский Верховный штаб ничего не знал о договоренностях между НГХ и Италией из-за почти полного осутствия связи с региональными партизанскими командованиями и разведывательными подразделениями на оккупированной территории.

## Обоснование и замысел операции
Перед Верховным штабом (ВШ) НОПиДАЮ и центральным комитетом коммунистической партии стояла дилемма выбора региона дальнейших военных действий группы пролетарских бригад, в то время крупнейшей группировки вооружённых сил народно-освободительного движения Югославии. С одной стороны, наличная численность войск допускала возвращение в Черногорию. С другой стороны, нехватка боеприпасов и продовольствия склоняли к переходу в регион, где, по крайней мере, в среднесрочной перспективе можно было ожидать меньшего давления противника. В этом плане Боснийская Краина с её преобладающим сербским населением представлялась самым очевидным вариантом. Здесь местные партизанские отряды всё ещё одерживали верх в гражданской войне. Вариант похода в Боснийскую Краину исключал политически желательную возможность скорого возвращения в Сербию. Однако кризис, охвативший народно-освободительное движение в Черногории, Восточной Боснии и Герцеговине вследствие масштабных антипартизанских операций оккупантов и формирований четников, а также последствий так называемого «левого уклона» в КПЮ, оттолкнувшего массы крестьян от партизан, делал выбор в пользу Западной Боснии практически неизбежным.
На основании вышеизложенного на заседании ЦК КПЮ и Верховного штаба НОПиДАЮ 19 июня 1942 года был сделан вывод о необоснованности дальнейшего пребывания на границе Черногории и Герцеговины и отсутствии благоприятных условий для похода в Восточную Боснию и Сербию. С учётом этого было принято решение о переходе в Западную Боснию и Хорватию на соединение с краинскими, хорватскими и словенскими партизанскими отрядами и образовании там больших свободных территорий для утверждения народно-освободительного движения как внутри Югославии, так и на международном уровне. Из наличных сил была сформирована ударная группа в составе 1-й, 2-й, 3-й и 4-й Пролетарских бригад численностью 3800 бойцов, имевших на вооружении 3050 винтовок, 175 пулемётов, 15 миномётов и 2 пушки. 5-ю Пролетарскую Черногорскую бригаду и Герцеговинский отряд (всего около 1200 человек) было решено оставить на Зеленгоре для обеспечения безопасности госпиталя и беженцев. Им надлежало развивать активность в направлении Черногории, а в случае наступления противника продвигаться в сторону Восточной Боснии или вслед за ударной группой.
Согласно замыслу операции, расчёт строился на внезапности действий ударной группы. Бригадам также надлежало уклоняться от столкновений с большими силами противника, чтобы избежать значительных потерь и задержек движения. Детальный план не разрабатывался, так как Верховный штаб не располагал сведениями о противнике на всём протяжении марша и не мог учесть все возможные изменения обстановки в период долгого похода. Намечалось перейти линию коммуникации Фоча — Калиновик, пробиться в район гор Трескавицы, Белашницы и Игмана, затем пересечь железную дорогу и шоссе Сараево — Кониц и выйти в район гор Битовня и Враница. После этого, с учётом обстановки, планировалось идти широким фронтом долинами Рамы и Врбаса к Динаре на соединение с краинскими и далматинскими партизанскими отрядами. К началу похода по маршруту движения больших оккупационных сил не было. Там располагались различные воинские формирования домобран, усташей и четников, обеспечивающих охрану отдельных населённых пунктов и объектов линий коммуникаций.

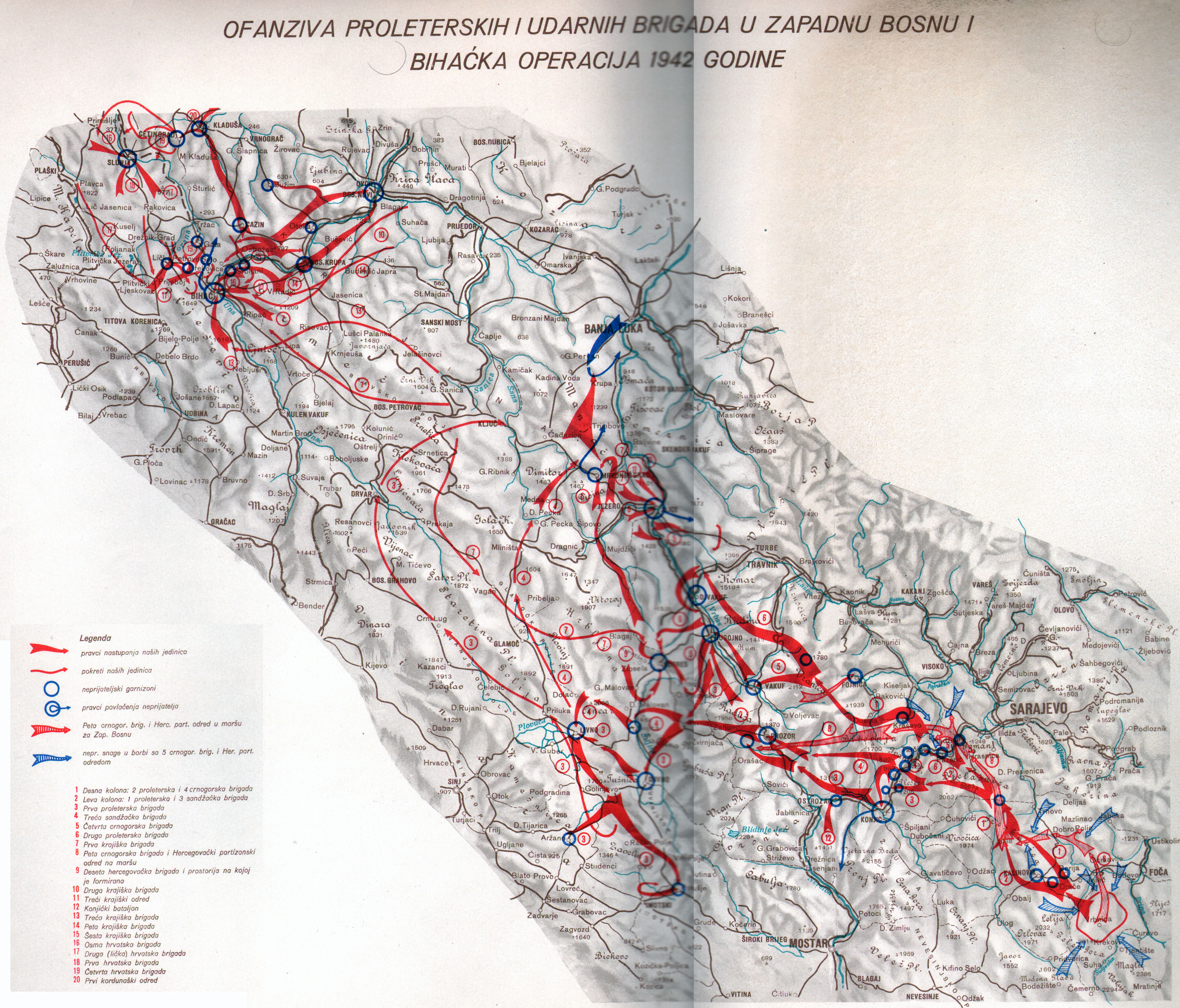
Поход пролетарских ударных бригад в Западную Боснию в 1942 году

20 июня Верховный главнокомандующий Иосип Броз Тито ознакомил членов штабов 1-й, 2-й, 3-й и 4-й Пролетарских бригад с решением о походе, разъяснил его значение, задачи организации и проведения, указав, что идти предстояло только ночью. Был проработан план пересечения дороги Фоча — Калиновик — Улог. Особое внимание было уделено отношениям с местным населением, так как поход должен был иметь большое политическое значение для завоевания симпатий масс.
22 июня Тито отдал приказ о выдвижении ударной группы с Зеленгоры 24 июня двумя колоннами в северо-западном направлении для прорыва в район между горой Динара и верхним течением реки Врбас. Левую колонну составили 1-я и 3-я Пролетарские бригады, а правую — 2-я и 4-я.

## Военные действия

### Атака на железнодорожную линию Сараево — Мостар
Ударная группа начала поход 24 июня. Линию коммуникации Фоча — Калиновик — Улог она пересекла 25 и 26 июня в районе Калиновика и, оттеснив захваченных врасплох четников, вышла на гору Трескавица. Так как появление партизан стало неожиданностью для противника, группа вначале не встретила организованного сопротивления. Действия неприятеля ограничивались бомбардировками и наблюдением партизанских колонн с воздуха. Затем бригады провели небольшие бои с усташской милицией в сёлах западнее Трнова. Во время нахождения в районе Трнова Верховный штаб собрал разведывательные данные о противнике и обстановке на маршруте движения. После проведённого анализа добытых сведений на совещании ВШ и ЦК КПЮ в Пресьенице 30 июня было принято решение не пересекать железную дорогу Сараево — Кониц в одном месте, а осуществить атаку на линию коммуникации на широком фронте, чтобы уничтожить как можно больше станций, сооружений и других объектов дороги. По плану атака проводилась двумя рассредоточенными колоннами. Правая (северная) колонна заходила на дорогу с Игмана и Белашницы на участке между станциями Тарчин и Бинежево и должна была уничтожить станции Хаджичи, Пазарич и Тарчин. После этого бригадам надлежало пробиваться на гору Битовня. Левая (южная) колонна должна была выйти к железной дороге через южные склоны Белашницы и уничтожить объекты на участке от Раштелицы до Зивашницы, а потом продвигаться на Битовню. Начало атаки было назначено в ночь с 3 на 4 июля.
Атака на железную дорогу между Блажуем и Коницем началась в промежутке между 20 часами 3 июля и 2 часами 4 июля. Северная колонна разрушила вокзалы в Тарчине, Пазариче и Хаджичах и железную дорогу в нескольких местах. Южная колонна уничтожила здания, подвижной состав и железную дорогу со всеми устройствами на станциях Раштелица, Брадина, Брджане, Подорашац, а также железнодорожный мост через ручей Лукач у села Шуни с длиной пролёта 55 м и высотой 37 м.

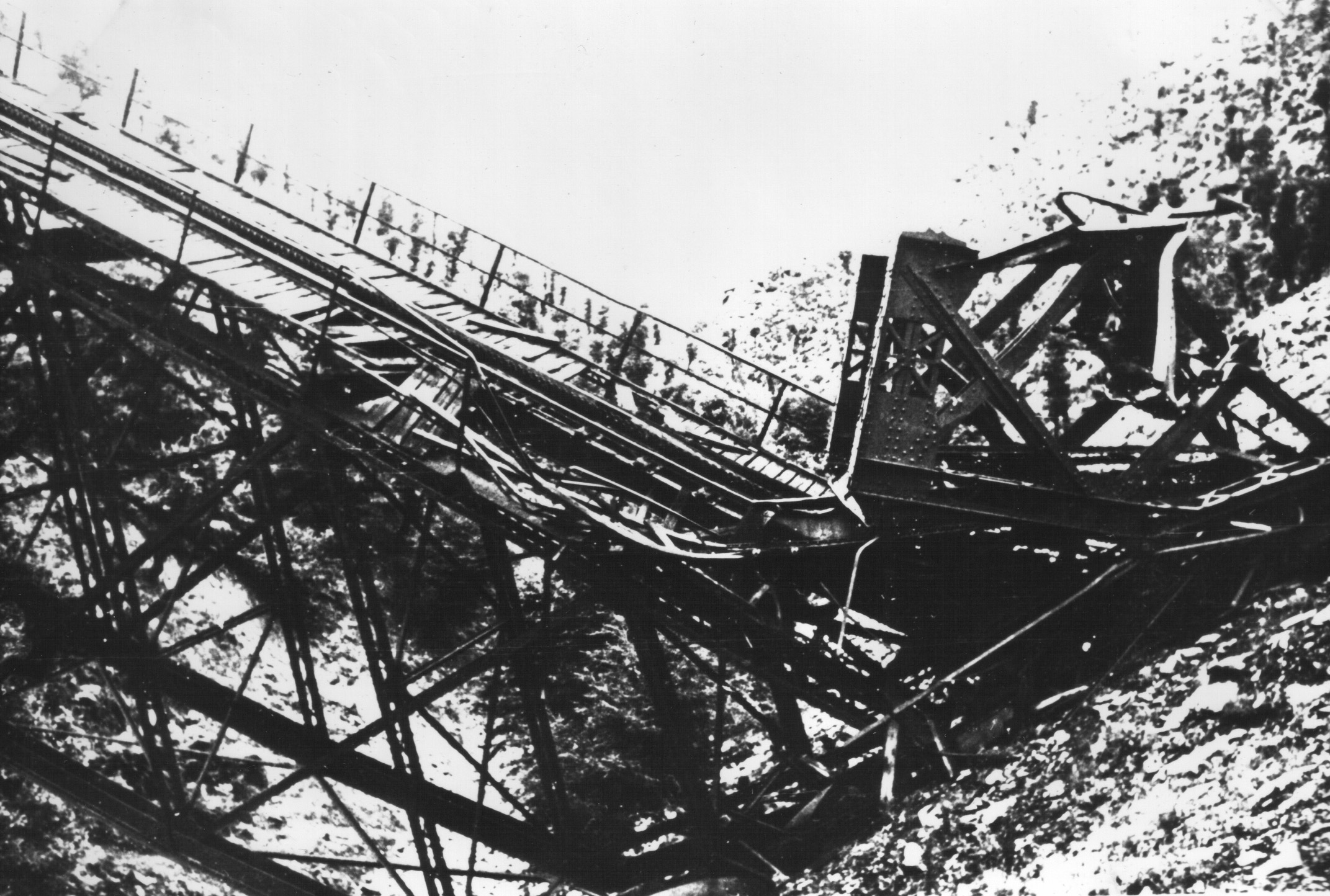
Мост через ручей Лукач на железной дороге Сараево — Мостар, разрушенный партизанами 1-й Пролетарской бригады во время диверсии 5 июля 1942 года

В продолжение похода северная колонна заняла 7 июля Крешево и подступила к Киселяку и Фойнице, но была отброшена немецким 738-м полком 718-й пехотной дивизии и двумя усташско-домобранскими батальонами. После этого 2-я и 4-я бригады пробились на Зец и гору Враница. 8 июля 1-я Пролетарская бригада овладела Коницем и разрушила все станции, а также в нескольких местах железную дорогу между Коницем и населённым пунктом Рама.
Диверсия на железной дороге Сараево — Мостар стала одной из самых успешных за всю войну. В результате акции движение по железной дороге было прервано до 11 сентября 1942 года. Остановка железнодорожного сообщения между Средней Боснией, Герцеговиной и Далмацией нанесла значительный политический и экономический ущерб оккупационным режимам. В частности, добыча бокситов в районе Мостара и Широки-Бриега снизилась на 50 %.

### Действия в районе Ливно и Купреса
После пересечения линии коммуникации Сараево — Мостар ударная группа продолжила продвижение в северо-западном направлении с целью прорыва обеих колонн в район Горни-Вакуфа. 12—13 июля были заняты Горни-Вакуф, Прозор и Шчит. Однако северная колонна, взявшая 11 июля Cебешич и уничтожившая объекты лесхоза «Угар», упустила момент для овладения городами Бугойно и Дони-Вакуф, пока там были незначительные силы усташей. В это время противник подтянул из Сараева в район действий ударной группы подразделения 738-го пехотного полка, а также домобранских 5-го, 7-го и 15-го пехотных полков и усташей из «Чёрного легиона». Из долины Неретвы против партизан были направлены части итальянской дивизии «Мурдже» и домобранской 6-й дивизии. С восточного направления у Коница действовали четники. Попытка освобождения Дони-Вакуфа завершилась неудачей. Штурм Бугойна, предпринятый в ночь на 17 и 21 июля, также не принёс успеха.
Овладением Прозора, Горни-Вакуфа и Шчита ударная группа бригад обеспечила себе необходимые условия для продолжения продвижения на северо-запад. Неудачные попытки взять Бугойно и Дони-Вакуф не оказали влияния на планы Верховного штаба. Оставив некоторые подразделения в Прозорской долине, партизанское командование направило северную колонну на Купрес. Южная колонна была нацелена на Ливно. Быстро заняв 24 и 26 июля Шуицу и Дувно, южная колонна подступила к Ливно. С учётом угрозы уничтожения отрезанного в городе гарнизона хорватское командование обратилось за помощью к итальянцам. Однако те не пожелали втягиваться в бои на недавно оставленной территории и ответили отказом на это ходатайство. Немецкие войска были в это время связаны операцией на Козаре, кроме того, переброска немецких войск в итальянскую зону ответственности после операции «Трио» была невозможной. Командование усташей и домобран пыталось удержать Ливно в своих руках, но 1-я и 3-я Пролетарские бригады совместно с партизанским батальоном «Воин Зироевич» в ожесточённом штурме в ночь с 4 на 5 августа пробили оборону, прорвались в город и 7 августа полностью овладели им. Почти весь гарнизон Ливно был взят в плен. Партизаны также захватили группу немецких специалистов, которые вели в окрестностях города геологическую разведку полезных ископаемых.

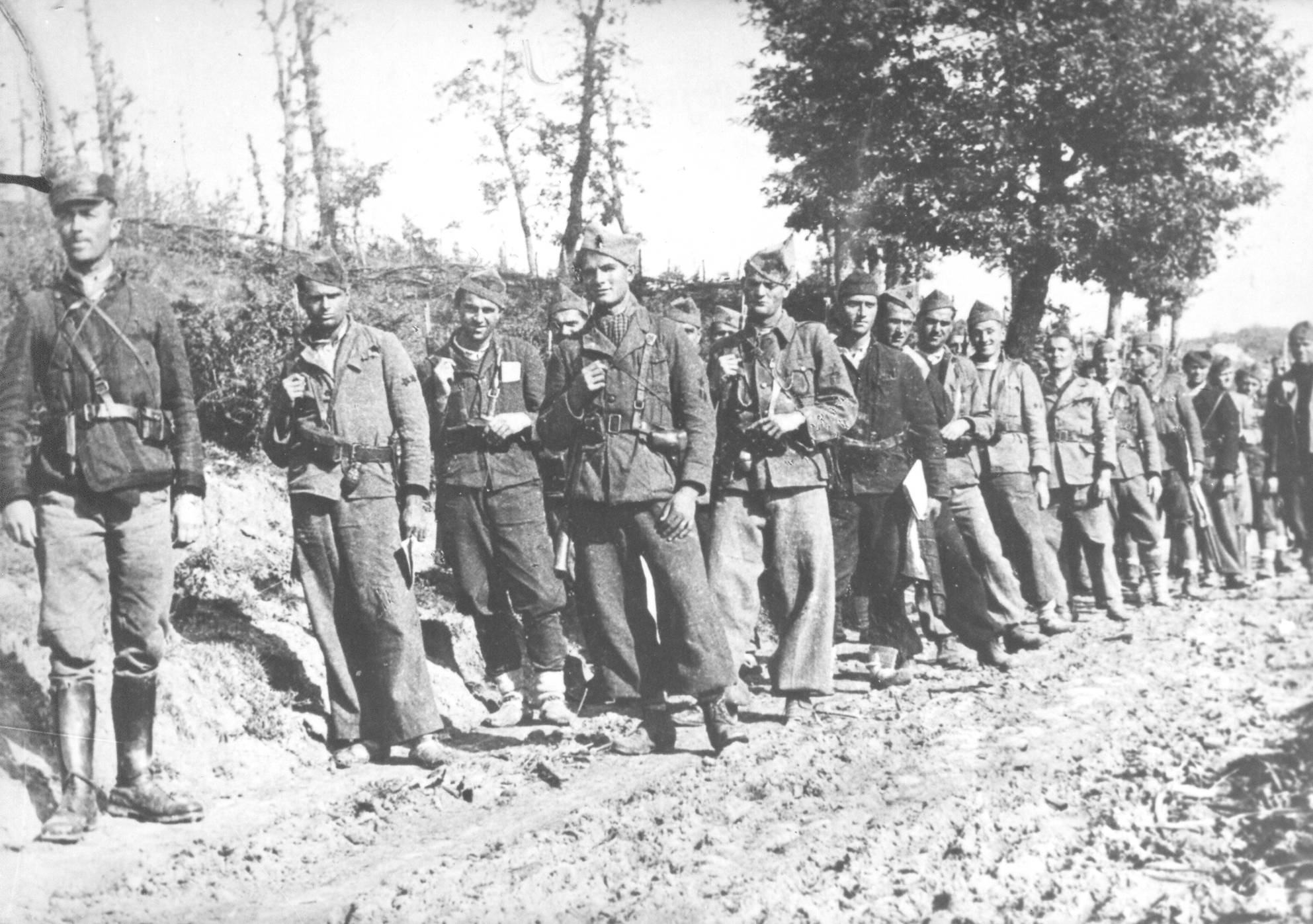
Бойцы партизанского батальона «Воин Зироевич» около Ливно, 1942 год

Разбив усташско-домобранские гарнизоны в Прозоре, Горни-Вакуфе, Шуице, Дувно и Ливно, ударная группа пролетарских бригад освободила обширную территорию между Неретвой, верхним течением Врбаса и Адриатическим побережьем, соединённую с районами, контролируемыми краинскими и далматинскими партизанскими отрядами. Вслед за этим 1-я Пролетарская бригада и Среднедалматинский партизанский отряд до 21 августа заняли в Средней Далмации населённые пункты Посушье, Ловреч и Аржано. Вместе с тем главные действия ударной группы развернулись на северном направлении вокруг Купреса — сильного усташского опорного пункта.
Купрес обороняли около 1800 усташей и домобран. Ядро его гарнизона составляли подразделения «Чёрного легиона». Их атаковали 2-я и 4-я Пролетарские, 1-я Краинская, а также части 3-й Пролетарской Санджакской, 10-й Герцеговинской бригады и 3-го Краинского партизанского отряда. Штурм города и усташско-домобранских опорных пунктов в окружающих сёлах начался в ночь с 11 на 12 августа. Партизаны вынудили противника оставить внешний рубеж обороны, но город устоял. Для второго штурма в ночь на 14 августа было выделено 16 батальонов численностью 2400 человек. В этот раз партизаны пробились к городу, но взять его не смогли. После ожесточённых атак, в ходе которых выбыло из строя 240 бойцов, бригады утром отступили. Третий штурм Купреса вечером 19 августа также был безуспешным. Дальнейшие попытки овладения городом не предпринимались, а ударную группу перенацелили на Мрконич-Град и Яйце.

### Освобождение города Яйце
24 августа 2-я Пролетарская и 1-я Краинская бригада стремительной атакой опрокинули подразделения 9-го домобранского полка и почти без боя заняли Мрконич-Град. Отряды четников отступили на север. Опасаясь перехода партизан за демаркационную линию, командование немецкой 714-й пехотной дивизии направило против трёх краинских и трёх пролетарских бригад боевую группу из Баня-Луки в составе немецкого батальона и 4-й усташской (Петриньской) бригады. Им содействовали три отряда четников под командованием Уроша Дреновича численностью около 2000 человек. По оценке историка В. Стругара, общая численность сил противника достигала 4000 человек. В последующие дни шли ожесточённые бои на горном массиве Маняча, около Ситницы и Кадина-Воды на направлении Баня-Лука — Мрконич-Град. 14 сентября 1-я Краинская юригада разбила главные силы 4-й усташской бригады. Это переломило ситуацию в пользу партизан. Под общим натиском краинских и пролетарских бригад немецко-хорватская боевая группа оставила 19 сентября Манячу, однако дальнейшее продвижение партизан к Баня-Луке было остановлено на рубеже к северу от демаркационной линии.

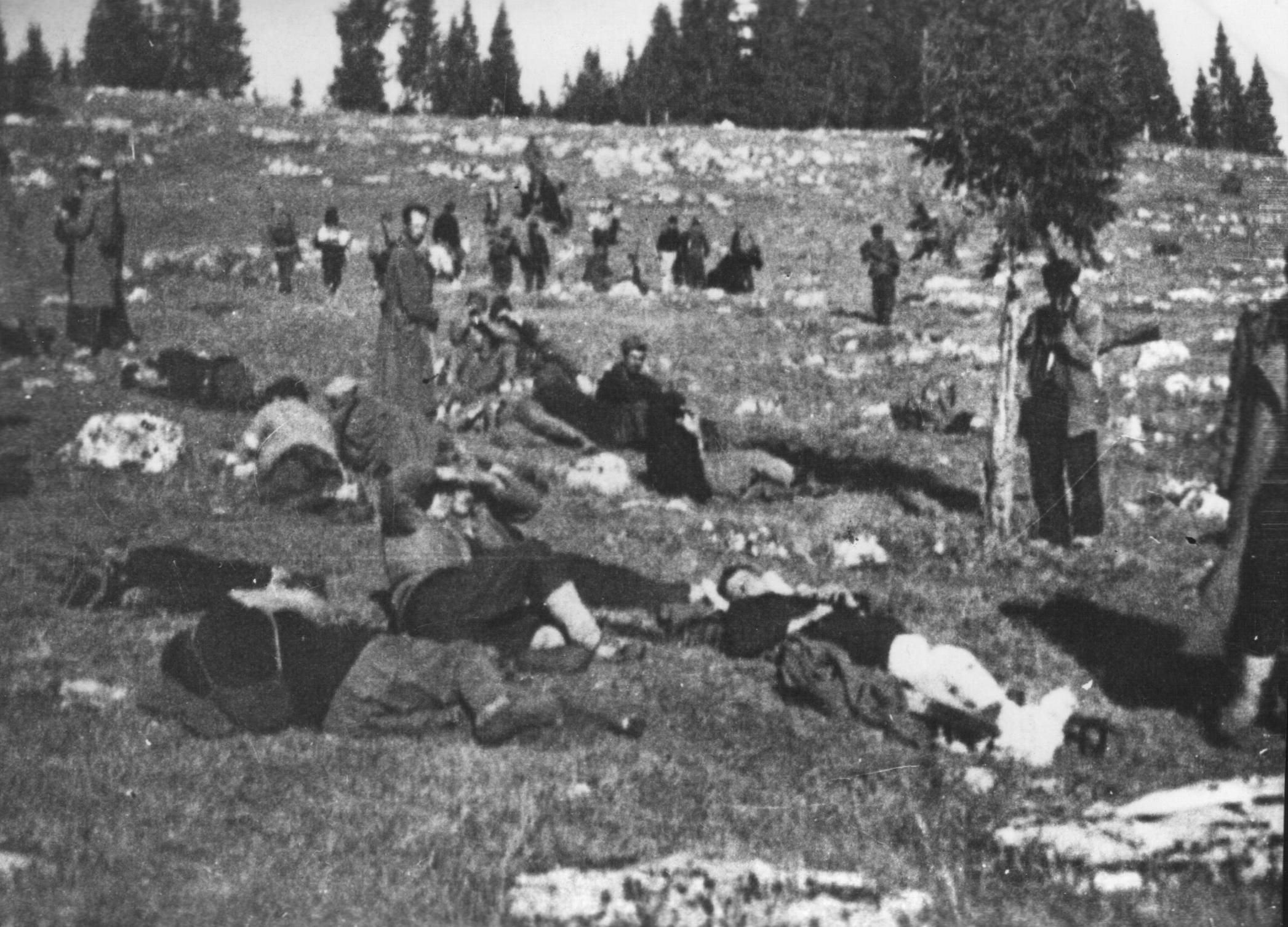
Переноска раненых бойцов 2-го батальона 4-й Пролетарской Черногорской бригады после ночного боя вблизи Яйце, 25 сентября 1942 года

Успех в районе Мрконич-Града создал условия для последующего овладения важным военным, политическим и экономическим центром Западной Боснии — городом Яйце. Его гарнизон насчитывал 1300 человек. Взятие населённого пункта поручалось 1-й и 2-й Краинским, 2-й и 4-й Пролетарским бригадам, а также части 3-го Краинского партизанского отряда. Операцией руководил оперативный штаб Боснийской Краины. Штурм города происходил в ночь на 25 сентября. После сильной атаки партизаны ворвались в город и, нанеся противнику значительный урон, вынудили его отступить к Травнику. Общие потери 9-го домобранского полка, усташских и немецких подразделений в боях за Яйце составили около 440 человек. Тем временем 4-я Пролетарская Черногорская бригада подавила сопротивление гарнизона домобран в местечке Винац книзу от Яйце на дороге в Дони-Вакуф. Так, успехом в Мрконич-Граде и Яйце, наряду с отступлением неприятеля в Баня-Луку, Дони-Вакуф и Травник, завершился поход группы пролетарских бригад в Западную Боснию.

## Последующие события
Приход группы пролетарских бригад во главе с Верховным штабом в Западную Боснию послужил толчком к активизации партизанского движения как в этом регионе, так и за его пределами.
В дополнение к действовавшей в Боснийской Краине 1-й Краинской бригаде в августе — сентябре здесь были сформированы 2-я, 3-я, 4-я и 5-я Краинские народно-освободительные бригады. В Лике, Кордуне и Бании возникли семь новых бригад: 1-я, 2-я и 3-я Ликские, 4-я и 5-я Кордунские, а также 7-я и 8-я Банийские бригады. В то же время в Далмации были образованы 1-я и 2-я Далматинские бригады и несколько новых партизанских отрядов. Наряду с этим ширилось партизанское движение в Славонии, Словении, Горски-Котаре и Жумбераке.
Наступление бригад и отрядов НОПиДАЮ вынуждало подразделения войск стран «оси» и их союзников в Западной Боснии защищаться и отступать, в результате чего партизанами полностью или частично к концу сентября была взята под контроль значительная территория. Такая активность партизан создала серьёзную угрозу усташскому режиму НГХ и интересам немецких и итальянских оккупантов. В ответ на это германские и итальянские войска предприняли в октябре 1942 года ряд последовательных локальных антипартизанских операций.
Освобождённый партизанами город Яйце находился к северу от демаркационной линии в зоне немецкого военного контроля. Отвоёвывание населённого пункта осуществлялось силами двух полковых боевых групп немецкой 718-й пехотной дивизии и приданных им усташско-домобранских подразделений в рамках операции под условным названием «Яйце-1» (28 сентября — 6 октября 1942 года). После четырёх дней наступательных действий город был возвращён 4 октября под немецкий контроль, но попытка окружения партизанских сил не удалась ввиду их упорного сопротивления. Последовавшая вслед за этим вторая фаза операции («Яйце-2»), нацеленная на зачистку окружающей город местности, также не дала решающих результатов. Операции не обеспечили немцам и хорватам какой-либо долговременной стабилизации обстановки севернее демаркационной линии. 26 ноября 1942 года партизаны снова заняли Яйце, что обусловило необходимость новой немецко-хорватской операции под названием «Яйце-3». Опыт этих антипартизанских операций показал, что партизаны не страшатся прямых боевых столкновений с немецких войсками, однако их активность ориентирована в первую очередь на итальянскую зону военной ответственности.

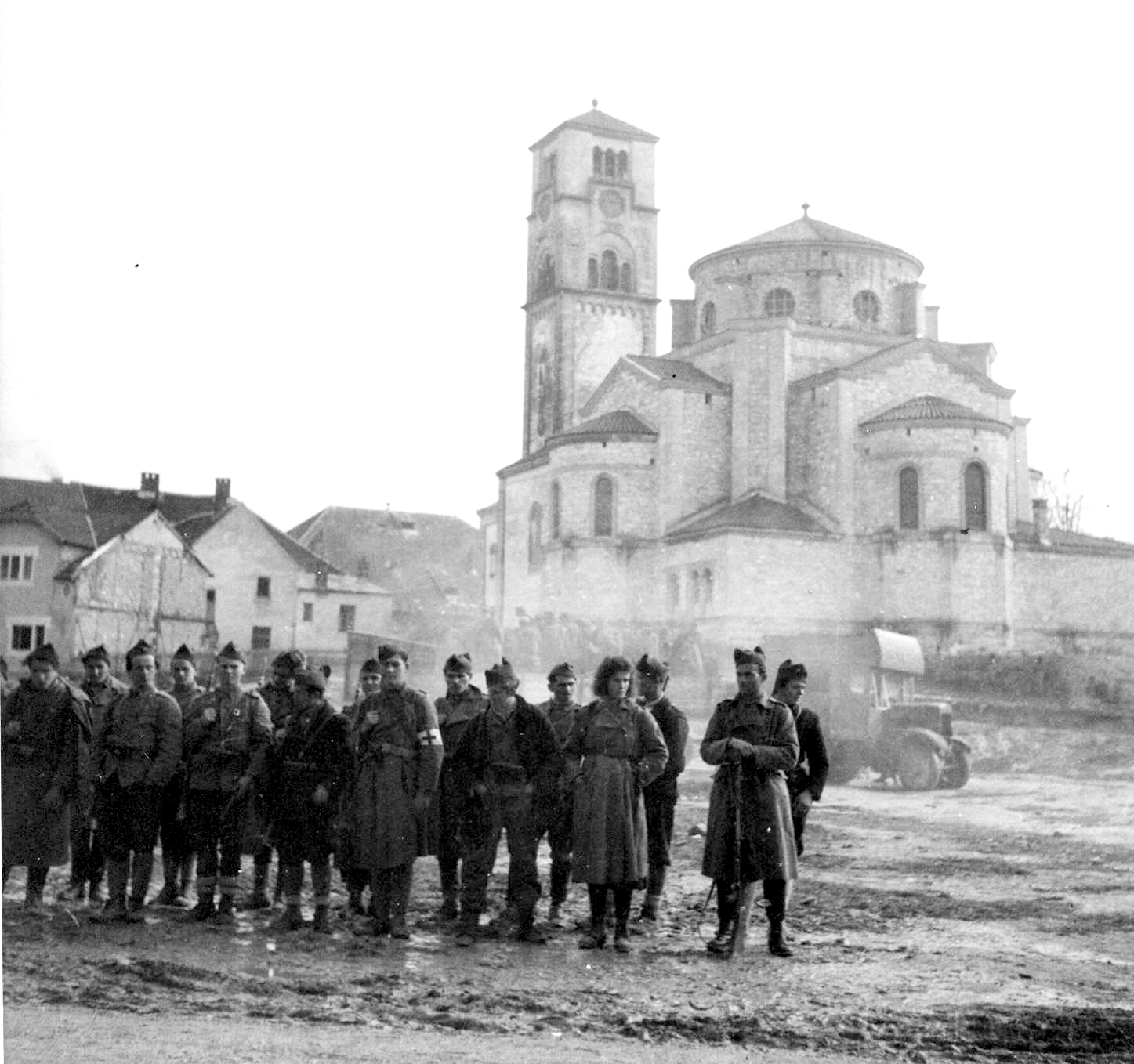
Партизаны в Бихаче, 1942 год

В итальянской зоне подготовка к операциям против партизан в районе Прозора и Ливно началась в конце лета. Особая роль при этом отводилась сотрудничеству итальянских войск с четниками, прежде всего легализованными в составе Антикоммунистической добровольческой милиции. 8 октября части 18-й пехотной дивизии «Мессина» и отряды четников восстановили в ходе операции «Альфа» контроль над Прозором. При этом партизаны уклонились от противостояния с противником и отступили. Вслед за этим в результате проведения операции «Бета» хорватскими частями 23 октября был отбит город Ливно. Однако основные события в зоне итальянской ответственности произошли в другом месте — на направлении Бихача. Здесь Верховный штаб НОАЮ сосредоточил 8 бригад и с 29 октября 1942 года начал наступательную операцию с целью изгнания немецких и хорватских войск из Бихача, долины Уны и прорыва в направлениях Карловаца и Сански-Моста. 4 ноября 1942 года партизаны овладели Бихачем — до сих пор самым крупным освобождённым городом НГХ, разбили оккупационные силы в районе верхнего течения реки Уны и взяли до 20 ноября ещё 32 населённых пункта, в том числе города Босанска-Крупа, Цазин и Слунь, продвинувшись к Карловацу и Сански-Мосту. Итогом Бихачской операции НОАЮ явилось создание контролируемой партизанами обширной компактной территории в Западной Боснии и Далмации, соединённой с очагами коммунистического Сопротивления в Лике, Кордуне и Бании, названной в народе «Бихачской республикой». К периоду временного зимнего затишья к пяти бригадам — участницам похода в Боснийскую Краину — добавились ещё двадцать две. Партизанская армия была реорганизована, сведена в 8 дивизий и приобретала черты регулярной армии.

## Итоги
Трёхмесячный поход группы пролетарских бригад в Боснийскую Краину и развёрнутые там действия обеспечили НОПиДАЮ не только сохранение основных сил в условиях кризиса, охватившего партизанское движение в Восточной Боснии и Герцеговине, Санджаке и Черногории к лету 1942 года, но и возможность расширения базы пополнения за счёт прилива в их ряды местного сербского населения. В итоге почти вся территория между Неретвой, Врбасом, Савой, Купой и Адриатическим побережьем была ещё больше вовлечена в вооружённую борьбу под руководством КПЮ.
Приход ударной группы пролетарских бригад в Западную Боснию изменил военный баланс сил в регионе в пользу народно-освободительного движения и содействовал его более быстрому росту в Далмации, Лике, Кордуне, Бании, Славонии и Словении. По оценке историка Клауса Шмидера, марш пролетарских бригад стал для армии Тито новым началом, а командующий итальянской 2-й армией генерал Марио Роатта с горечью назвал ударную группу бригад «компактным обновлённым фениксом».
Поход стал одной из самых крупных операций народно-освободительной войны, объединившей встречные бои, засады, диверсии, ночные военные действия, атаки на укреплённые позиции противника, штурм населённых пунктов, объектов линий коммуникаций и продолжительные марши. Действия ударной группы пролетарских бригад координировались с наступательными действиями значительных сил Оперативного штаба Боснийской Краины и 4-й оперативной зоны Главного штаба НОПиДА Хорватии. Освобождённая партизанами территория позволяла развивать наступательные действия на широком фронте. Обретённый опыт боевых действий и быстрый рост числа бригад создали предпосылки для формирования дивизий и корпусов и тем самым для перехода к высшим формам военных действий.
Вместе с тем процесс похода был сопряжён со многими трудностями, слабостями организации и ошибками в руководстве операциями ударной группы на разных уровнях. Отсутствие средств связи влекло за собой трудности управления боевыми действиями на обширной территории. Подводила разведывательная служба, что приводило к совершенно неверным оценкам сил и намерений противника. Проявилась недостаточность маскировки, неспособность в ряде случаев обеспечить оперативную внезапность и быстроту боевых действий.
На стороне противника события похода и вызванных им антипартизанских операций продемонстрировали различие в концепциях ведения борьбы с партизанами в германских, итальянских и хорватских штабах. Ставка итальянцев на сотрудничество с четниками вызывала отрицание немцев и хорватов. В то же время слабая управляемость действиями четников приводила к их репрессиям по отношению к хорватскому и мусульманскому населению Западной Боснии. Всё это добавляло напряжения в отношения между союзниками по вопросам о власти по разные стороны демаркационной линии. Дополнительную сложность данной проблеме придавало стремление усташского режима не допускать решения судьбы собственных территорий без его участия. Так, в 1942 году выявились труднопреодолимые разногласия между державами «оси», которые впоследствии будут иметь своё влияние на совместные операции в Югославии.
Наряду с вышеизложенным поход ударной группы и наступательные действия 1-й Пролетарской бригады после взятия Ливно создавали повторяющуюся угрозу Мостарскому району добычи бокситов и вызвали в конце лета 1942 года наступление так называемого «бокситового кризиса» вследствие безрезультатности немецких обращений к Риму и командующему итальянской 2-й армией с призывами обеспечить безопасность и стабильную добычу этого важного стратегического сырья. О серьёзности немецкой обеспокоенности ситуацией свидетельствует факт личного обращения Гитлера к Муссолини с просьбой устранить нависшую над бокситодобывающими районами угрозу.
Согласно немецким отчётам, в ходе боевых действий ударной группы из итальянской зоны военного контроля поступали многочисленные донесения о практике выкупа подразделениями 2-й армии своих солдат из партизанского плена в обмен на передачу повстанцам оружия, включая несколько полевых орудий. В отличие от ранее имевших место случаев продажи оружия отдельными военнослужащими, свидетельствующих о признаках деморализации личного состава, в этот раз всё указывало на новую практику, санкционированную на высоком служебном уровне.